# Jill Ireland
Jill Ireland, född 24 april 1936 i London, död 18 maj 1990 i Malibu, Kalifornien (i bröstcancer), var en brittisk skådespelare.
Hon började sin karriär, 15 år gammal, som dansös och uppträdde en tid med Monte Carlo Ballet. Hon filmdebuterade som dansös i Oh Rosalinda! 1955.
1957 gifte hon sig med skådespelaren David McCallum som hon spelade mot i ett par avsnitt av Mannen från UNCLE. De skilde sig 1967. Året därpå gifte hon om sig med Charles Bronson (som hon träffade under inspelningen av Den stora flykten i vilken både McCallum och Bronson medverkade) och spelade mot honom i flera filmer, såsom Mechanic, en människojägare (1972). De var gifta fram till hennes död.
Hon skrev två böcker om sin kamp mot bröstcancer och var talesperson för American Cancer Society. Hon diagnostiserades 1984 och dog av sjukdomen 1990.
En TV-film om henne, Reason for Living: The Jill Ireland Story, gjordes 1991. I filmen porträtteras hon av Jill Clayburgh.